# Гілле (Німеччина)
Гілле (нім. Hille) — місто в Німеччині, знаходиться в землі Північний Рейн-Вестфалія. Підпорядковується адміністративному округу Детмольд. Входить до складу району Мінден-Люббекке.
Площа — 102,99 км2. Населення становить 15 378 ос. (станом на 31 грудня 2020).

## Географії

### Сусідні міста та громади
Гілле межує з 7 містами / громадами:
- Петерсгаген
- Мінден
- Бад-Ейнгаузен
- Гюлльгорст
- Люббекке
- Еспелькамп
- Ухте

### Адміністративний поділ
Місто  складається з 9 районів:
- Гілле-Дорф
- Гартум
- Нордгеммерн
- Гольцгаузен-ІІ
- Зюдгеммерн
- Айкгорст
- Ротенуффельн
- Оберлюббе
- Унтерлюббе

## Уродженці
- Абраам Якобі (1830—1919) — німецький лікар та філософ.